# 納科 (亞利桑那州)
納科（英語：Naco）是位於美國亞利桑那州科奇斯縣的一個人口普查指定地區。根據2010年美國人口普查，該地人口為1046人，而該地的面積約為8.55平方千米。

## 地理
納科的座標為31°20′14″N 109°56′40″W / 31.33722°N 109.94444°W，而該地最高點為海拔高度1405米（即4610英尺）。